# 岩井伸平
岩井 伸平（いわい しんぺい、10月19日生）は、日本の男性声優。ラブライブに所属していた。埼玉県大宮市（現さいたま市）出身。身長170cm。血液型はA型。総合学園ヒューマンアカデミータレント専攻科卒業。

## 出演作品

### テレビアニメ
2004年
- こちら葛飾区亀有公園前派出所（族たち）
- テニスの王子様（二年）
- レジェンズ 甦る竜王伝説（サラリーマン、男）

2005年
- おねがいマイメロディ（大門）

2008年
- Little Village People（小林拳）

### 舞台
- Sleeve RefRain〜スリーヴ・リフレイン〜（2008年3月）